# Estridor
Estridor é um som resultante do fluxo turbulento de ar na via aérea superior.